# Wascott
Wascott – miasto w Stanach Zjednoczonych, w stanie Wisconsin, w hrabstwie Douglas.